# Gritos simiescos
Los gritos simiescos o cánticos de mono son cánticos o sonidos dirigidos a ridiculizar o denigrar a los deportistas negros, generalmente futbolistas, que eligen competir o jugar en países con mayoría cultural blanca. Los cánticos pretenden imitar los ruidos de un «mono» o «simio». Pueden ir acompañadas de «gestos de mono», que imitan el rascado de las axilas que se observa comúnmente entre las especies de simios. Los cánticos expresan, además, insultos étnicos contra personas de ascendencia africana.
Los gritos simiescos también pueden ir acompañados de arrojar la denominada «comida de mono» (maní, plátanos o cáscaras de plátano) a los jugadores negros o al campo deportivo.
Los medios de comunicación han señalado varios incidentes de este tipo como manifestaciones de racismo en el fútbol profesional, en equipos desde FC Barcelona hasta la selección nacional de Alemania.